# Electric Hands
Electric Hands (エレクトリック・ハンズ Erekutorikku Hanzu) er en japansk enbinds manga af Taishi Zaou fra 1998. Mangaen, der er Taishi Zaous debut, er ikke oversat til dansk, men Egmont Manga & Anime har udsendt en tysk oversættelse, mens Digital Manga Publishing har udgivet den på engelsk.
Mangaen indeholder flere seksuelle scener og er uegnet for børn.

## Plot
Mangaen indeholder fire historier, der alle tager udgangspunkt i gymnasiedrenge, der med eller mod deres vilje bliver involveret i homoseksuelle forhold:
- Electric Hands: Toru Fujino tænder på flotte hænder, og sådanne har klassekammeraten Keiji Takie. Men Toru har svært ved at kontrollere og forstå sine følelser.
- Brothers Battle: Da Tomoharus mor gifter sig igen, får han stedbrødrene Aki og Yuki med i købet. Men til den homoforskrækkede Tomoharus fortrydelse afslører de sig begge som homoseksuelle.
- Liebesspiele: Ved et tilfælde møder den 16-årige Takami den 12-årige Kairi. Kairi viser sig trods sin alder som yderst seksuelt aktiv, og snart må Takami se sig fastholdt forneden i deres forhold.
- Mit stummen Blicken: Tomohiro Fujishima føler, at Takashi Tsugura ser på ham. Det viser sig sandt, men hvilke følelser gemmer Takashi stumme blikke over?

## Manga
| Bind | Titel                                                      | Udgivet i Japan | Japansk ISBN-nummer |
| ---- | ---------------------------------------------------------- | --------------- | ------------------- |
| -    | Electric Hands (エレクトリック・ハンズ Erekutorikku Hanzu) | 1. oktober 1998 | ISBN 4-403-66010-X  |
|      |                                                            |                 |                     |

## Anmeldelser
Faustine Lillaz, der skriver for Planete BD, følte at hver af historierne i antologien var tiltalende at læse på trods af at binden som helhed var på det jævne. NiDNiM brød sig ikke om baggrundstegningerne. Connie C., der skriver for PopCultureShock følte at historierne var om nichesituationer og at historierne var "basale yaoi-situationer" med "endimensionelle figurer". Hun følte dog også at Zaous kommentarer i efterordet rådede noget bod på mangaen. Leroy Douresseaux følte at selvom "den chokerende aggressive natur og tidlige modenhed hos de mindreårige" måske ville forekomme foruroligende i andre historier så fører Zaous humor og tegnestil til et samlet indtryk af en "intetsigende blanding". Patricia Beard fandt at Elictric Hands primære styrke var som "et emne i overgang og skaberens reflektioner over det".